# Lineu Olimpio
Lineu Olimpio de Souza ( Jaraguá, 23 de dezembro de 1961) é um engenheiro e político brasileiro, filiado ao Movimento Democrático Brasileiro. Nas eleições de 2022, foi eleito deputado estadual em Goiás com  29.775 votos (	0,86% dos votos válidos).
Foi prefeito de Jaraguá por 2 gestões, a primeira foi no ano de 2005 e a segunda em 2009, tendo permanecido oito anos como prefeito municipal.
Ele exerceu a presidência da CONAB e do Ceasa.

## Carreira política

### Prefeito reeleito de Jaraguá
Em 2004, Lineu vence as eleições municipais e se torna prefeito municipal de Jaraguá. Sua chapa era composta pelo Pastor Fabiano Cassiano Dutra. Ele foi reeleito em 2008, com Sebastião Arruda como vice-prefeito. Olimpio conseguiria eleger um candidato para a prefeitura de Jaraguá do PTB nas eleições municipais de 2012, Ival Danilo Avelar.

### Presidente daConab
Em 2015, Dilma Rousseff nomeou Liceu Olimpio de Souza para a direção administrativo-financeira da Companhia Nacional de Abastecimento (CONAB) e mais tarde, ele foi presidente da companhia. Ele permaneceu no cargo até 2016, pois coincidiu com a véspera do Impeachment de Dilma Rousseff.

### Presidente do CEASA-GO
Em 2021, Lineu Olimpio foi nomeado pelo governador Ronaldo Caiado para assumir a presidência da instituição de economia mista, o Centro de Abastecimentos de Goiás (Ceasa-GO), responsável pelos recursos alimentícios de Goiás. Ele tomou posse em 18 de fevereiro, sucedendo Wilmar Gratão. Lineu foi a trigésima pessoa a ocupar esse cargo.

### Deputado estadual por Goiás
Nas eleições estaduais de 2022, Lineu foi eleito deputado estadual por Goiás compondo a bancada do PMDB na 20.ª legislatura da Assembleia Legislativa do Estado com 104.442 votos válidos.

### Presidente da Comissão de Minas e Energia de Goiás
Em março de 2023, após um mês do início das atividades parlamentares do Brasil, iniciou-se na Assembleia Legislativa de Goiás, os processos de eleições para os colegiados das Comissões Parlamentares e  Olimpio fora eleito para presidir a Comissão de Minas e Energias no dia 23. A vice-presidência ficou a cargo de Lincoln Tejota, do União Brasil e os integrantes restantes são: Antônio Gomide (PT); Coronel Adailton (Solidariedade); Dra. Zeli Fristch (Solidariedade); Gustavo Sebba (PSDB) e Jamil Calife (Progressistas). São suplentes os deputados Alessandro Moreira (Progressistas), Amauri Ribeiro (União Brasil), Cairo Salim (PSD), José Machado dos Santos (PSDB), Lucas Calil (MDB), Paulo Cezar (PL) e Veter Martins (Patriota)
.